# Challenge international de Saint-Maur
Le Challenge international de Saint-Maur est une compétition d'épée dames et, depuis novembre 2014, compétition de fleuret dames, épreuve de la Coupe du monde d'escrime, disputée chaque année à Saint-Maur-des-Fossés en Val-de-Marne, au Centre Sportif Pierre Brossolette.

## Historique
Hôte du premier championnat de France d'épée dames en 1985, la VGA Saint-Maur se voit confier par la Fédération internationale d'escrime en 1989 la création de l'unique étape française de la Coupe du monde dans cette discipline. Le challenge est le quatrième tournoi de l'année après le World Cup Qatar 2014 de Doha, le Westend Grand Prix « in Memoriam Sákovics József » de Budapest et la Coupe du Monde Sparkassen-Weltcup de Leipzig. Il précède la Coupe du monde Ciutat de Barcelona.
L'épreuve individuelle porte actuellement le nom de « Trophée Crédit Mutuel » et l'épreuve par équipe de « Trophée Hôtel Littré », du nom des sponsors.
En 2014, l'épreuve de Saint-Maur est remise en cause, la Fédération internationale d'escrime (FIE) souhaitant mieux répartir les étapes sur chaque continent, malgré une organisation grandement saluée de la part des athlètes. La Fédération internationale modifie ainsi son calendrier planétaire dans toutes les armes mais confie tout de même l'organisation de l'unique étape en France du circuit de coupe du monde de fleuret féminin à la VGA Saint-Maur, ainsi depuis novembre 2014 une nouvelle épreuve passe donc par Saint-Maur.

## Palmarès

### Individuel

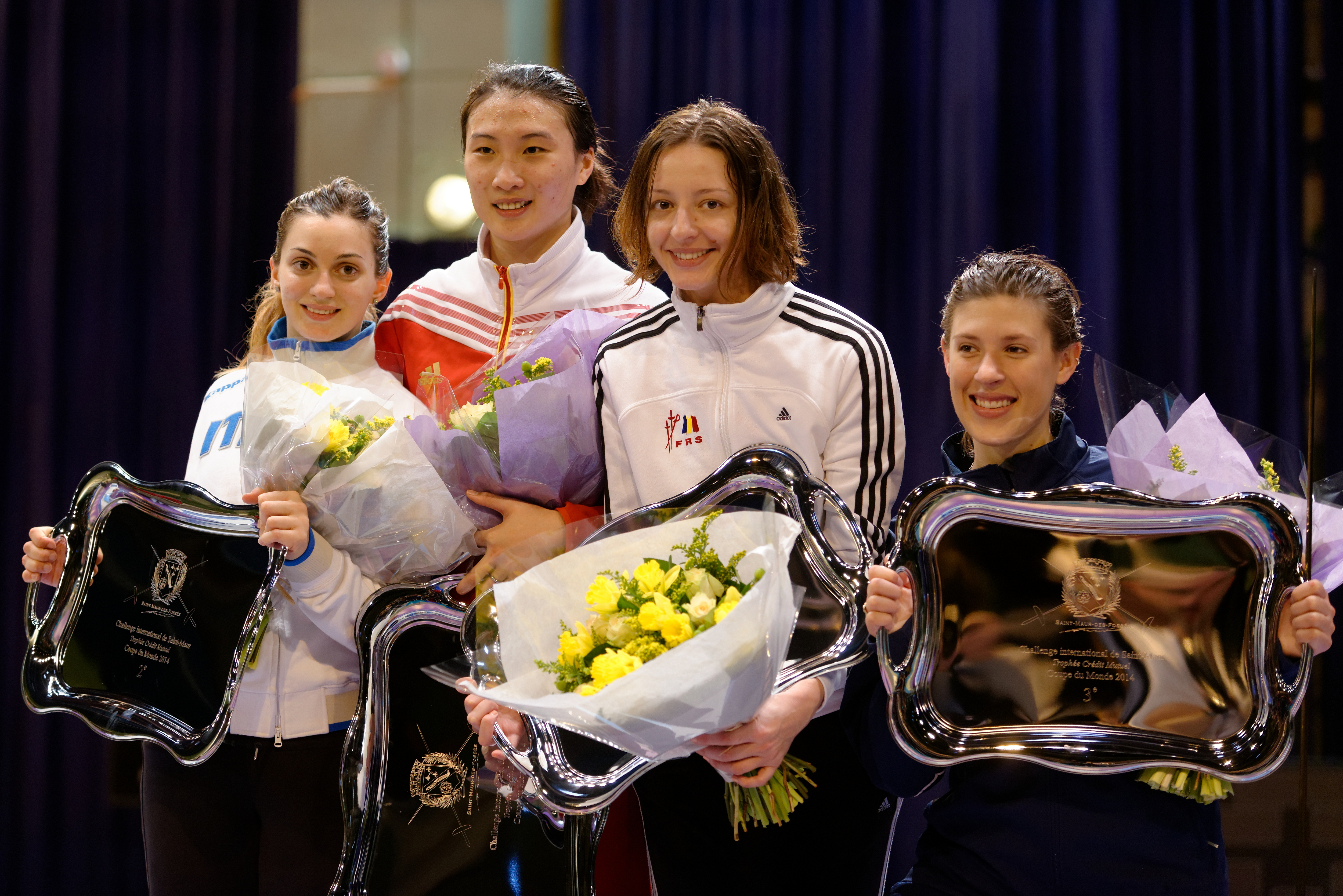
Podium 2014 en individuel : or Xu Anqi, argent Rossella Fiamingo, bronze Ana Maria Brânză et Kelley Hurley

| Édition    | Or                            | Argent                      | Bronze                                               |
| ---------- | ----------------------------- | --------------------------- | ---------------------------------------------------- |
| Epée       |                               |                             |                                                      |
| 1989       | Pernette Osinga (NED)         | Eva-Maria Ittner (GER)      | Saba Amendolara (ITA) Hedwig Funkenhauser (GER)      |
| 1990       | Gyöngyi Szalay-Horváth (HUN)  | Maria Mazina (RUS)          | Julia Garaeva (RUS) Diána Eőry (HUN)                 |
| 1991       | Gyöngyi Szalay-Horváth (HUN)  | Mariann Horváth (HUN)       | Brigitte Benon (FRA) Zsuzsa Szőcs (HUN)              |
| 1992       | Corinna Panzeri (ITA)         | Brigitte Benon (FRA)        | Tímea Nagy (HUN) Katja Nass (GER)                    |
| 1993       | Sophie Moressée-Pichot (FRA)  | Roberta Giussani (ITA)      | Imke Duplitzer (GER) Andrea Spory (GER)              |
| 1994       | Tímea Nagy (HUN)              | Karin Meyer (GER)           | Valérie Barlois (FRA) Gianna Hablützel-Bürki (SUI)   |
| 1995       | Yang Shaoqi (CHN)             | Valérie Barlois (FRA)       | Laura Flessel-Colovic (FRA) Roberta Giussani (ITA)   |
| 1996       | Adrienn Hormay (HUN)          | Tímea Nagy (HUN)            | Imke Duplitzer (GER) Laura Flessel-Colovic (FRA)     |
| 1997       | Sophie Moressée-Pichot (FRA)  | Valérie Barlois (FRA)       | Claudia Bokel (GER) Gianna Hablützel-Bürki (SUI)     |
| 1998       | Laura Flessel-Colovic (FRA)   | Hajnalka Tóth (HUN)         | Taymi Chappe (ESP) Adrienn Hormay (HUN)              |
| 1999       | Adrienn Hormay (HUN)          | Laura Flessel-Colovic (FRA) | Hajnalka Tóth (HUN) Diana Romagnoli (SUI)            |
| 2000       | Imke Duplitzer (GER)          | Ildikó Mincza-Nébald (HUN)  | Valérie Barlois (FRA) Denise Holzkamp (GER)          |
| 2001       | Imke Duplitzer (GER)          | Zhong Weiping (CHN)         | Marysa Baradji-Duchêne (FRA) Elisa Uga (ITA)         |
| 2002       | Ildikó Mincza-Nébald (HUN)    | Imke Duplitzer (GER)        | Cristiana Cascioli (ITA) Laura Flessel-Colovic (FRA) |
| 2003       | Adrienn Hormay (HUN)          | Laura Flessel-Colovic (FRA) | Hajnalka Kiraly-Picot (FRA) Hajnalka Tóth (HUN)      |
| 2004       | Maureen Nisima (FRA)          | Evelyn Halls (AUS)          | Britta Heidemann (GER) Jūlija Vansoviča (LAT)        |
| 2005       | Monika Sozanska (GER)         | Imke Duplitzer (GER)        | Laura Flessel-Colovic (FRA) Zhang Li (CHN)           |
| 2006       | Sherraine MacKay-Schalm (CAN) | Imke Duplitzer (GER)        | Laura Flessel-Colovic (FRA) Li Na (CHN)              |
| 2007       | Laura Flessel-Colovic (FRA)   | Hajnalka Kiraly-Picot (FRA) | Audrey Descouts (FRA) Isabelle Pegliasco (FRA)       |
| 2008       | Ildikó Mincza-Nébald (HUN)    | Hajnalka Kiraly-Picot (FRA) | Zhang Li (CHN) Yana Shemyakina (UKR)                 |
| 2009       | Lyubov Shutova (RUS)          | Anna Sivkova (RUS)          | Ana Maria Brânză (ROU) Anca Măroiu (ROU)             |
| 2010       | Britta Heidemann (GER)        | Oh Yun-hee (KOR)            | Laura Flessel-Colovic (FRA) Emese Szász (HUN)        |
| 2012       | Emma Samuelsson (SWE)         | Sun Yujie (CHN)             | Laura Flessel-Colovic (FRA) Erika Kirpu (EST)        |
| 2013       | Ana Maria Brânză (ROU)        | Emese Szász (HUN)           | Irina Embrich (EST) Emma Samuelsson (SWE)            |
| mars 2014  | Xu Anqi (CHN)                 | Rossella Fiamingo (ITA)     | Ana Maria Brânză (ROU) Kelley Hurley (USA)           |
| Fleuret    |                               |                             |                                                      |
| nov. 2014  | Arianna Errigo (ITA)          | Lee Kiefer (USA)            | Chiara Cini (ITA) Inna Deriglazova (RUS)             |
| 2015       | Arianna Errigo (ITA)          | Elisa Di Francisca (ITA)    | Carolin Golubytskyi (GER) Lee Kiefer (USA)           |
| 2016       | Inna Deriglazova (RUS)        | Nicole Ross (USA)           | Arianna Errigo (ITA) Anastasia Ivanova (RUS)         |
| 2017       | Hong Hyo-Jin (KOR)            | Alice Volpi (ITA)           | Chae Song-oh (KOR) Svetlana Tripapina (RUS)          |
| janv. 2019 | Inna Deriglazova (RUS)        | Alice Volpi (ITA)           | Francesca Palumbo (ITA) Ysaora Thibus (FRA)          |
| déc. 2019  | Alice Volpi (ITA)             | Martina Batini (ITA)        | Inna Deriglazova (RUS) Lee Kiefer (USA)              |
| 2021       | Alice Volpi (ITA)             | Lee Kiefer (USA)            | Jacqueline Dubrovich (USA) Francesca Palumbo (ITA)   |

### Équipes

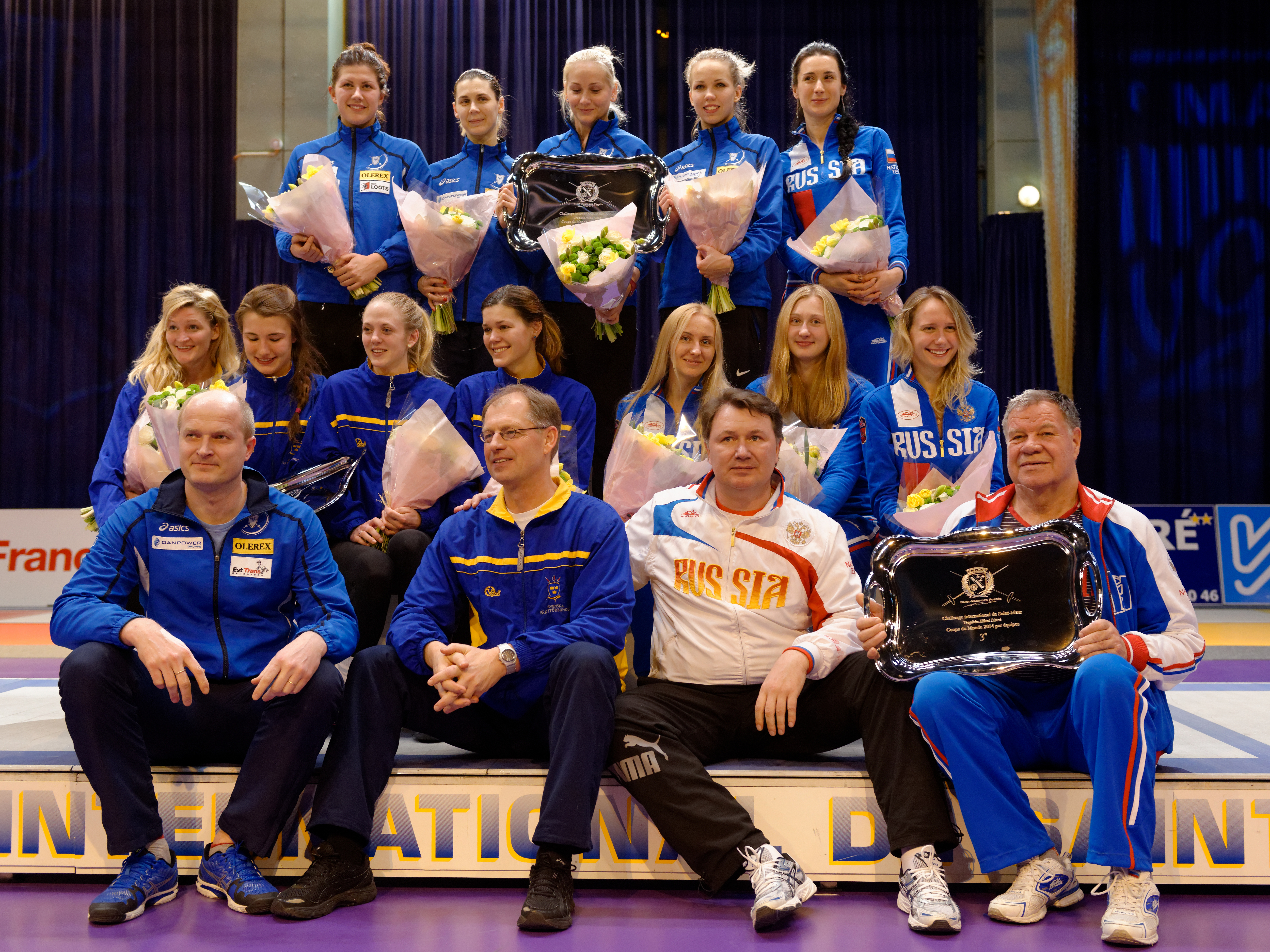
Podium 2014 par équipes : or Estonie, argent Russie et bronze Suède

| Édition    | Or        | Argent     | Bronze     |
| ---------- | --------- | ---------- | ---------- |
| Epée       |           |            |            |
| 2003       | Italie    | Allemagne  | Russie     |
| 2004       | Allemagne | Hongrie    | Chine      |
| 2006       | Hongrie   | France     | Chine      |
| 2008       | Chine     | Ukraine    | Hongrie    |
| 2009       | Roumanie  | Pologne    | France     |
| 2010       | Pologne   | Allemagne  | Roumanie   |
| 2012       | Russie    | États-Unis | Allemagne  |
| 2013       | Russie    | Hongrie    | Roumanie   |
| mars 2014  | Estonie   | Suède      | Russie     |
| Fleuret    |           |            |            |
| nov. 2014  | Russie    | Italie     | France     |
| 2015       | Italie    | Russie     | France     |
| 2016       | Italie    | Russie     | États-Unis |
| 2017       | Italie    | Russie     | Chine      |
| janv. 2019 | France    | Russie     | Italie     |
| déc. 2019  | Russie    | Italie     | Japon      |
| 2021       | Italie    | Japon      | Russie     |